# 백광언
백광언(白光彦, 1554년~1592년)은 조선 중기의 무신으로 본관은 태인이다. 자는 명선(明善), 호는 풍암(楓巖)이며 시호는 충민(忠愍)이다. 

## 생애
김해부사를 지낸 백사림(白士霖)의 형이다. 1574년(선조 7) 무과에 급제해 복병장(伏兵將), 욋괴(夞怪) 권관(權管), 진해 고성 현감, 북청 함흥부 판관을 거쳐 함안, 곽산군수와 절충장군 만포진병마첨절제사 부사를 지냈다.
이후 고향에 머물던 중 임진왜란이 일어나자 방어사 곽영의 조방장으로 5만 명의 남도근왕군(南道勤王軍)을 이끌고 북상하던 이광과 합류하여 용인 전투에 참전했다. 그러나 일본군을 맞아 싸우던 중 형세를 잘못 판단하여 선봉장 이지시(李之詩)와 함께 적 탄환에 맞아 전사했다.

## 상훈
선무원종공신 1등(宣武原從功臣 一等)에 녹훈되고, 가선대부(嘉善大夫) 병조참판겸동지의금부사(兵曹參判兼同知義禁府事)에 추증되었다. 자헌대부(資憲大夫) 형조판서겸지의금부사(刑曹判書兼知義禁府事)에 가증되었다. 1834년(순조 34)에 병조판서가 증직되었다.

## 가족관계
- 조부 : 응정(應禎), 통정대부(通政)
  - 부 : 수인(壽仁), 평안병사(平兵)
    - 부인 : 증정부인(贈貞夫人) 영광 정씨(靈光丁氏)
    - 측실 : ?
      - 아들 : (庶子) 함생(咸生), 조산포수군만호(造山浦水軍萬戶)

    - 동생 : 사림(士霖), 김해부사
    - 삼종제 : 광호(光浩), 선전관(宣傳官)